# Gabriel Vallejo
Gabriel Vallejo López (Manizales, Caldas) es abogado y político colombiano. 
En 2014 en el segundo mandato del presidente Juan Manuel Santos fue designado como ministro de Ambiente y Desarrollo Sostenible.

## Biografía
Es abogado  de la Universidad Externado de Colombia con posgrado en Gerencia de Recursos Humanos de la Universidad de los Andes, postgrado en Mercadeo de EAFIT-CESA de Colombia y tiene un MBA en Dirección de Empresas en IE Business School (antes conocido como Instituto de Empresa) de Madrid, España. Realizó estudios de coaching en Ola Coach, de España, además de un curso de Alta Dirección en el IPADE, de México. 
Durante su carrera profesional ha sido Gerente del Servicio al Cliente de la Compañía Mundial de Seguros y Gerente de Mercadeo y Servicio al Cliente de la cadena Hoteles Royal. Fue vicepresidente de Administración de la empresa Noel; se desempeñó como gerente general del Canal Capital de Bogotá, vicepresidente Comercial de Media 24, director general de HSM Group México, vicepresidente comercial para Latinoamérica de HSM Group y gerente general de Medios Especializados de la Casa Editorial El Tiempo. También se le reconocen trabajos como consultor independiente para empresas como: Sura, Terpel, Claro y ETB. Ha sido profesor en varias universidades, columnista del diario Portafolio y conferencista internacional en asuntos gerenciales.
Fue candidato a la gobernación del departamento de Caldas en las elecciones del 2011 por el Partido de la U, como representante del grupo denominado "Coalición B" fundado por Mauricio Lizcano, Jaime Alfonso Zuluaga y Luis Emilio Sierra, pero no resultó elegido para dicho cargo. En el gobierno de Juan Manuel Santos fue director del Departamento para la Prosperidad Social (2013) en reemplazo de Bruce Mac Master y fue nombrado en abril del 2014 ministro de Ambiente y Desarrollo Sostenible. 
En su administración se han alcanzado importantes logros para el sector Ambiental de Colombia, como el compromiso de reducir en 20% los gases efecto invernadero proyectados para 2030, o la delimitación de los páramos en Colombia, garantizando la protección de las fuentes de agua para esta y las futuras generaciones. No obstante, también ha traído polémicas,como el otorgamiento de licencia ambiental a la empresa Hupecol para exploración de hidrocarburos en la Macarena, la cual fue revocada por la Autoridad Nacional de Licencias Ambientales (ANLA). En su gestión se le han atribuido inconsistencias frente a la institucionalidad ambiental, y distintas problemáticas como la ampliación de la Vía Barranquilla-Santa Marta o la expedición de un decreto para cambiar la denominación de especies invasoras a locales han quedado sin resolver tras su renuncia el 25 de abril de 2016.

## Publicaciones
Entre sus libros se encuentran: 
- 2011, Un paso adelante: Cómo lograr la ventaja competitiva a través del servicio al cliente (junto a Fernando Sánchez Paredes), Editorial Norma.[15]
- 2013, Servicio con Pasión (junto a Fernando Sánchez Paredes), Editorial Norma.[16]
- 2013, La Ruta del servicio (saga de 4 libros), Editorial Norma (en curso).[6]